# ونيس بوخمادة
اللواء ونيس المبروك بوخمادة عسكري ليبي، كان آمر القوات الخاصة الليبية. وُلد في مرزق، إحدى واحات الجنوب الليبي عام 1960.
ينتمي إلى قبيلة «المغاربة»، وتخرج من الكلية العسكرية في عام 1981.

## الحياة الشخصية
متزوج وأب لخمسة أبناء.

## المسيرة المهنية
شارك في حرب تشاد خلال الثمانينات، وتقلد عدة مناصب بالقوات الخاصة «الصاعقة» أبرزها آمر فرع الاحتياط، وخلال مسيرته المهنية تحصل على عدة أوسمة، أبرزها أربعة أنواط الواجب ونوط الخدمة الطويلة، ونوط التدريب العسكري، وشارك في عديد الدورات الاحترافية، منها دورات الصاعقة، والمظلات والعمليات الخاصة.

### الثورة الليبية لعام 2011
خلال أحداث فبراير 2011 كان من أول المنتمين إلى صفوف المعارضة المسلحة، وقاد العمل الميداني في عدة محاور بالجبهة الشرقية، ليكلَّف بعد الإطاحة بالنظام السابق آمرًا لعمليات سبها وتأمين المدينة وضواحيها جنوب غرب ليبيا، ظل يتولى هذه المهمة لأكثر من عام، وهناك احتفظ له أهل الجنوب بخطابه الذي شدد فيه على ألا تستخدَم قوة الجيش على حساب تقاليده العسكرية، وعلى حساب القيم والأعراف الاجتماعية والأخلاقية، وقد سمعوه وهو يعبر عن ذلك بلغة الناس بما تحمل من بساطة المفردات وقوة التعبير: 

## محاولات الاغتيال
في يونيو 2016 نجا ونيس بوخمادة من محاولة اغتيال في محيط مستشفى الـ 1200، حين كان يشارك في إعداد مراسم تشييع جثمان علي المرتجع التاورغي.وأيضا تمت محاولة اغتيال اللواء في مصحة ابن سينا اغسطس 2018 كما نجا من محاولة اغتيال في يوليو 2019 عندما نفذ إرهابيون تفجيرا استهدف مقبرة الهواري خلال تشييع جنازة اللواء خليفة المسماري أحد قيادات القوات الخاصة في مدينة بنغازي .

## وفاته
تُوفي ونيس بوخمادة، ظهر يوم الأحد الموافق 1 نوفمبر من عام 2020، داخل أحد المستشفيات المصرية بعد أن أصيب بوعكةٍ صحية.